# Península de Kurgalsky

Litoral sul do Golfo da Finlândia

A Península de Kurgalsky (em alemão:  Кургальский полуостров) é uma península que divide a parte sul do Golfo da Finlândia na Baía de Narva (a oeste) e na Baía de Luga (a leste). O ponto mais ao norte da península é o Cabo Pitkenen-Nos. A península é bastante pantanosa e contém vários lagos. Cerca de 650 km² de zonas úmidas são protegidas como sítio Ramsar. O porto de Ust-Luga está situado na península. Há muitos vilarejos izorianos no área.